# Захисникам Радянського Заполяр'я у роки Великої Вітчизняної війни
Меморіал «Захисникам Радянського Заполяр'я у роки Великої Вітчизняної війни» («Альоша») — меморіальний комплекс у Ленінському окрузі міста Мурманськ.

## Історія
Спочатку передбачалося встановити монумент на площі П'ять Кутів, але потім вибрали сопку Зелений Мис, що височіє над містом і Кольською затокою на 173 метри. Пам'ятник був закладений 17 жовтня 1969 року, а до його зведення приступили у травні 1974. До 30-річчя розгрому німецько-фашистських військ у Заполяр'ї — 19 жовтня 1974 року відбулося відкриття монумента. Ініціатором збору коштів на спорудження пам'ятника став колектив плавмайстерні «Різець». Проєкт комплексу був розроблений архітектором І. А. Покровським і скульптором В. Д. Бродським.
Ось як описує урочисте відкриття меморіалу Т. Владімірова:
|  | Відкриття меморіалу було приурочено до 30-річчя розгрому німецько-фашистських військ у Заполяр'ї. Об 11 годині почалася хода багатотисячної колони. Попереду рухалися два бронетранспортери. На причепі головного — гарматний лафет, на якому встановлена урна з останками Невідомого солдата і дві капсули. В одній — морська вода з місця героїчної загибелі легендарного корабля «Туман», в іншій — полита кров'ю захисників земля з Долини Слави і з району боїв на рубежі Верман. Оригінальний текст (рос.) Открытие мемориала было приурочено к 30-летию разгрома немецко-фашистских войск в Заполярье. В 11 часов началось шествие многотысячной колонны. Впереди двигались два бронетранспортёра. На прицепе головного — орудийный лафет, на котором установлены урна с останками Неизвестного солдата и две капсулы. В одной — морская вода с места геройской гибели легендарного корабля «Туман», в другой — политая кровью защитников земля из Долины Славы и из района боёв на рубеже Верман. |

Юними мурманцями під час відкриття пам'ятника була дана обітниця: Крейсер «Мурманськ», що стояв на рейді в Кольській затоці салютував 30-ма залпами на честь свята та відкриття меморіалу.
|  | Десятиліття минули з дня Перемоги. Роки змінюються роками, покоління - поколіннями. Але поки б'ються наші серця, ми будемо пам'ятати тих, хто в останньому кидку назустріч перемозі загинув, захищаючи Батьківщину. Оригінальний текст (рос.) Десятилетия прошли со дня Победы. Годы сменяются годами, поколения — поколениями. Но пока стучат наши сердца, мы будем помнить тех, кто в последнем броске навстречу победе погиб, защищая Родину. |

9 травня 1975 року у меморіальному комплексі пройшло урочисте перепоховання останків Невідомого солдата і був запалений Вічний вогонь, перенесений до підніжжя Альоші від пам'ятника 6-ї Героїчної батареї.
У жовтні 2004 року, до 60-ї річниці перемоги радянських військ у Заполяр'ї, меморіал доповнила алея пам'ятних плит міст-героїв. Під ними були закладені капсули із землею з цих міст.
У 2010 році з пам'ятника Захисникам Радянського Заполяр'я почалася акція телеканалу Росія «Чудеса Росії з висоти пташиного польоту».

## Склад меморіалу
Основною в меморіалі є фігура солдата у плащ-наметі, з автоматом за плечем. Висота постаменту пам'ятника — 7 м., висота статуї — 35,5 м. Висота ж всього монумента складає 42 метри, маса порожньої усередині скульптури складає понад 5 тисяч тонн. Статуя «Альоші» поступається за висотою у Росії лише волгоградській статуї «Батьківщина-Мати». Пам'ятка відноситься до одних з найвищих пам'яток Росії.
Погляд воїна спрямований на захід, у бік Долини Слави, де під час Німецько-радянської війни проходили найзапекліші бої на підступах до Мурманська. Перед монументом розташовується подіум «Вічний вогонь», який створений з блоків природного каменю чорного кольору. Трохи вище, поруч з фігурою солдата — похила тригранна піраміда. За задумом авторів — це приспущене бойове знамено у знак скорботи за полеглими воїнами. Поруч з пірамідою знаходиться стела із полірованого граніту з написом:
|  | Захисникам Заполяр'я — воїнам 14-ї армії, 19-ї армії, Червонопрапорного Північного флоту, 7-ї повітряної армії, прикордонних загонів № 82, 100, партизанських загонів «Радянський Мурман», «Більшовик Заполяр'я», «Полярник», «Сталінець», «Більшовик». Слава тим, хто відстояли цю землю! Оригінальний текст (рос.) Защитникам Заполярья — воинам 14-й армии, 19-й армии, Краснознаменного Северного флота, 7-й воздушной армии, пограничных отрядов № 82, 100, партизанских отрядов «Советский Мурман», «Большевик Заполярья», «Полярник», «Сталинец», «Большевик». Слава отстоявшим эту землю! |

Трішки у стороні від монумента знаходяться дві зенітні гармати. Під час бойових дій на цій вершині перебували зенітні батареї, що прикривали з повітря місто Мурманськ. Біля підніжжя пам'ятника замуровані дві капсули. Одна з морською водою з місця героїчної загибелі легендарного корабля «Туман», інша — з землею з Долини Слави та з району боїв на рубежі Верман. Широкі центральні сходи ведуть до трибуни для почесних гостей, присутніх при проведенні офіційних церемоній. Завершує комплекс відкрита в 2004 році алея пам'ятних плит міст-героїв.